# 日下慎
日下 慎（くさか しん、1979年10月24日 ‐ ）は、日本の元俳優。神奈川県出身。

## 来歴
2000年、問題作となった映画「バトル・ロワイアル」で赤松義生を演じた。2001年、映画「富江 re-birth」に出演。
2002年以降は芸能活動を行っておらず、その後の動向は不明。

## 出演

### 映画
- 「バトル・ロワイアル」（2000年） - 赤松義生 役
- 「富江 re-birth」（2001年） - まさる 役
- 「劇場版 仮面ライダーアギト PROJECT G4」（2001年）

### テレビドラマ
- 「爆竜戦隊アバレンジャー」第6話（2003年） - 力士 役